# Идеально
«Идеально» (англ. Perfect) — американский художественный фильм с Джоном Траволтой и Джейми Ли Кёртис в главных ролях, снятый в 1985 году режиссёром Джеймсом Бриджесом. Сюжет основан на серии статей, опубликованных в конце 1970-х годов журналом Rolling Stone, которые сообщали о популярности фитнес-клубов среди одиноких людей Лос-Анджелеса.

## Сюжет
Журналист из Нью-Йорка Адам Лоуренс отправляется в Лос-Анджелес писать большую статью про бизнесмена, арестованного по подозрениям в торговле наркотиками. Кроме того, в ходе командировки Адам собирает материал для другой своей статьи, в которой хочет представить фитнес-клубы как бары для одиночек современности.
Он посещает модный клуб под названием «Спортивная связь» и знакомится с инструктором по аэробике Джесси, бывшей олимпийской чемпионкой по плаванию, но та на просьбу об интервью отвечает отказом, так как ранее уже имела неприятный опыт общения с журналистами. Тем не менее, между ними разворачивается роман, и Адам приходит к нравственной дилемме: он не желает очернять девушку, но, будучи профессионалом, вынужден описывать происходящее объективно. Репортёр вступает в клуб и вместе со всеми занимается тренировками, общается с другими членами «Спортивной связи» и понимает, что фитнес-центры действительно являются такими местами, куда ходят одинокие люди с целью найти себе любовника.
Пока Джесси отказывается от интервью, Адам опрашивает других спортсменов, пытаясь доказать ей, что не все журналисты гоняются за сенсациями. В итоге он пишет развёрнутый анализ деятельности фитнес-клубов, лишённый всякой пошлости и пикантных моментов, которые планировались изначально. Однако главному редактору не нравится присланная статья, и он решает всё в ней изменить, добавив компрометирующую информацию на членов клуба, в том числе о скандале, приключившемся с Джесси в молодости. Адама отправляют делать репортаж в Марокко, в то время как посетители «Спортивной связи» в журнале Rolling Stone читают о себе неприятную заметку — все в ярости, особенно Джесси.
Адам узнаёт о подлоге со статьёй и, бросив все дела, возвращается в Лос-Анджелес. Он пытается сообщить девушке о своей непричастности к написанному, но та не верит, и журналиста арестовывают за то, что он отказался выдать суду плёнку с интервью бизнесмена, которому пообещал не предавать запись широкой огласке. Джесси понимает, что человеку, совершившему такой поступок, можно верить, и воссоединяется с Адамом.

## В ролях
- Джон Траволта — Адам Лоуренс
- Джейми Ли Кёртис — инструктор Джесси
- Челси Филд — Рэнди
- Ян Веннер — Марк Рот
- Ронни Клэр Эдвардс — Мелоди
- Перла Уолтер — Скорбящая женщина
- Энн Де Сальво — Фрэнки

## Саундтрек
Выпускался на 12-дюймовых грампластинках, позже был переиздан на CD.
Сторона А:
1. (Closest Thing To) Perfect — Jermaine Jackson (3:50)
2. I Sweat (Going Through The Motions) — Nona Hendryx (3:54)
3. All Systems Go — Pointer Sisters (3:48)
4. Shock Me — Jermaine Jackson & Whitney Houston (5:08)
5. Wham Rap! (Enjoy What You Do) — Wham! (4:43)

Сторона Б:
1. Wear Out The Grooves — Jermaine Stewart (4:43)
2. Hot Hips — Lou Reed (3:33)
3. Talking To The Wall — Dan Hartman (3:59)
4. Masquerade — Berlin (3:48)
5. Lay Your Hands On Me — Thompson Twins (4:11)